# Espermátida
La espermátida es la primera célula haploide masculina que resulta de la división de los espermatocitos secundarios. Como resultado de la división meiótica, cada espermátida contiene solamente la mitad del material genético presente en el espermatocito del cual se originó.

Las espermátidas sufren un proceso de maduración conocido como espermiogénesis que dará lugar a los espermatozoides.

## Microarquitectura
Las espermátidas están conectadas por material citoplasmático y tienen material citoplasmático alrededor de sus núcleos. 
Las espermátidas empiezan a desarrollar en su citoplasma una pieza media engrosada, donde se localizan todas las mitocondrias y forman además un acrosoma.

El ADN de las espermátidas también se empaqueta, convirtiéndose en altamente condensado. El ADN se empaqueta primero con proteínas básicas nucleares específicas, que posteriormente son reemplazadas por protaminas durante la elongación de las espermátidas. La cromatina resultante, fuertemente empaquetada, es transcripcionalmente inactiva.
Las espermátidas persisten conectadas una a otra por puentes citoplasmáticos. Estos puentes resultan de la citocinesis incompleta y permiten el intercambio de material para una maduración sincrónica.

## Reparación del ADN
A medida que las células germinales posmeióticas se desarrollan para madurar el esperma, pierden progresivamente la capacidad de reparar el daño del ADN que puede entonces acumularse y transmitirse al cigoto y, en última instancia, al embrión. En particular, la reparación de las roturas de doble cadena del ADN por la vía de unión del extremo no homólogo, aunque presente en las espermátidas redondas, parece perderse a medida que se desarrollan en espermátidas alargadas.
En 2016, los científicos de la Universidad Médica de Nanjing afirmaron que habían producido células parecidas a las espermátidas de ratones artificialmente a partir de células madre. Inyectaron estas espermátidas en los óvulos de los ratones y produjeron crías.